# Wilamowice Nyskie
Wilamowice Nyskie [pronunciación en polaco: /vilamɔˈvit͡sɛ ˈnɨskʲɛ/] (en alemán Winnsdorf) es un pueblo ubicado en el distrito administrativo de Gmina Głuchołazy, dentro del Condado de Nysa, Voivodato de Opole, en el sur de Polonia occidental, cercano a la frontera checa. Se encuentra aproximadamente a 7 kilómetros al norte de Głuchołazy, a 12 kilómetros al sur de Nysa, y a 54 kilómetros al suroeste de la capital regional Opole.
Antes de 1945, el área fue parte de Alemania.
El pueblo tiene una población de 224 habitantes.